# Réarrangement d'Overman
Le réarrangement d'Overman est une réaction chimique qui peut être décrite comme un réarrangement de Claisen des alcools allyliques pour donner des trichloroacétamides allyliques  via un intermédiaire imidate,,. Ce réarrangement a été découvert en 1974 par Larry Overman.
Dans cette réaction, l'alcool allylique mis à réagir avec le trichloroacétonitrile et l'hydrure de sodium, formant un imidate qui se réarrange en acétamide sous l'effet de la chaleur. Ce dernier peut ensuite être hydrolysé en amine allylique. 
Le réarrangement [3,3]-sigmatropique est diastéréosélectif et peut être catalysé par la chaleur, Hg(II) ou Pd(II). L'allylamine résultant peut être transformée en de nombreux composés chimiques et biologiques important, et en acides aminés non naturels (comme l'(1-adamantyl)glycine).
Le réarrangement d'Overman peut aussi être utilisé en synthèse asymétrique,.